# دیوید آرتور اپستاین
دیوید آرتور اپستاین (به انگلیسی: David Eppstein) (متولد ۱۹۶۳) دانشمند رایانه و ریاضیدان آمریکایی است. او استاد برجسته علوم رایانه در دانشگاه کالیفرنیا، ایروین است. دیوید به خاطر کارش در هندسه محاسباتی، الگوریتم‌های نمودار و ریاضیات تفریحی شناخته شده‌است. اپستاین در سال ۲۰۱۱ به عنوان همکار ACM انتخاب شد.

## زندگی‌نامه
اپستاین در سال ۱۹۶۳ در وینزر، بارکشر انگلستان متولد شد و در سال ۱۹۸۴ مدرک کارشناسی علوم در ریاضیات از دانشگاه استنفورد و مدرک کارشناسی ارشد را در سال ۱۹۸۵ و دکترا را در سال ۱۹۸۹ در رشته علوم رایانه از دانشگاه کلمبیا، و پس از آن در مرکز تحقیقات پالو آلتو زیراکس درجه فوق دکترا را گرفت. او در سال ۱۹۹۰ به دانشگاه تحقیقی ارواین کالیفرنیا پیوست و از سال ۲۰۰۲ تا ۲۰۰۵ رئیس مشترک بخش علوم رایانه آنجا شد. در سال ۲۰۱۴ به عنوان استاد صدراعظم منصوب شد. در اکتبر ۲۰۱۷، اپستاین یکی از ۳۹۶ عضوی بود که به عنوان عضو انجمن پیشبرد علوم آمریکا انتخاب شدند.
اپستاین همچنین یک عکاس دیجیتالی آماتور و یک ویرایشگر و مدیر ویکی‌پدیا با بیش از ۲۰۰۰۰۰ ویرایش است.